# Neoromicia melckorum
Neoromicia melckorum és una espècie de ratpenat de la família dels vespertiliònids. Viu a, Kenya, Madagascar, Moçambic, Sud-àfrica, Tanzània, Zàmbia i Zimbàbue. El seu hàbitat natural són les sabanes, tant seques com humides. Es desconeix si hi ha cap amenaça significativa per a la supervivència d'aquesta espècie.
El nom específic melckorum li fou donat en honor de la família Melck, propietària de la finca on es trobà l'espècimen tipus d'aquesta espècie.